# Duby v Závadě
Duby v Závadě, nazývané také Popiolkovy duby, jsou skupina dvou památných stromů dubů letních (Quercus robur). Nachází se ve vesnici Závada, části obce Petrovice u Karviné v okrese Karviná v Česku poblíž česko-polské státní hranice v nížině Ostravská pánev v Moravskoslezském kraji a v Horním Slezsku.

## Další informace
| Výška stromů                 | ? m                                    |
| Obvod kmenů ve výčetní výšce | ? m                                    |
| Ochranné pásmo:              | vyhlášené - svislý průměr korun stromů |
| Datum prvního vyhlášení      | 1. června 1990                         |
| Číslo parcely                | 702/1                                  |